# Bach (Tyrol)
Bach – gmina w Austrii, w kraju związkowym Tyrol, w powiecie Reutte. Według Austriackiego Urzędu Statystycznego liczyła 643 mieszkańców (1 stycznia 2015).